# Brynsvartspindel
Brynsvartspindel (Zelotes clivicola) är en spindelart som först beskrevs av Ludwig Carl Christian Koch 1870.  Brynsvartspindel ingår i släktet Zelotes och familjen plattbuksspindlar. Arten är reproducerande i Sverige. Inga underarter finns listade.